# Paraceliptera guerronis
Paraceliptera guerronis là một loài bướm đêm trong họ Erebidae.